# Ufficio I
L'Ufficio I fu un Ufficio informazioni militari del Regio Esercito, attivo dal 1890 al 1925, progenitore del Servizio Informazioni Militare (SIM), attivo dal 1925 al 1945.

## Storia

### Intelligence e Risorgimento (1859 - 1866)
I primi passi dell'intelligence militare coincidono con l'Unità d'Italia quando, in occasione della seconda guerra d'indipendenza, venne istituito nel 1859 un servizio informazioni dell'Esercito del Regno di Sardegna che agì anche dietro le linee austriache. Al suo comando il giovane maggiore Giuseppe Govone (1825-1872) destinato ad una tanto brillante e discussa carriera che lo porterà alla guida del Ministero della Guerra. Govone ha girato l'Europa ed è un esperto di nuove armi e tattiche moderne: in particolare l'utilizzo delle ferrovie nella logistica dei moderni conflitti e l'uso, appunto, dello spionaggio militare. Esisteva anche un meno noto servizio informazioni creato da Cavour, non strutturato secondo i canoni moderni, ma molto efficiente .
In questi anni lo spionaggio militare, ancora poco amato dagli Stati Maggiori, si limita a gruppi di perlustratori ed incursori a cavallo che compiono veloci infiltrazioni dietro le linee nemiche preferibilmente all'alba o al tramonto. Il tutto per osservare movimenti, posizionamento e quantità delle batterie di artiglieria e dei reparti a cavallo. Questi embrioni di servizio contano, nei casi più fortunati, su qualche osservatore "civile" lasciato o già stanziato dietro le linee. Si iniziano ad utilizzare, negli eserciti più evoluti, mongolfiere per l'osservazione dall'alto. Le regole della guerra non puniscono ancora con la pena capitale lo spionaggio militare, quindi l'attività viene condotta ancora con uno spirito più sportivo che avventuroso.
Il vero debutto post-unitario avviene nel 1863 con l'Ufficio Informazioni dello Stato Maggiore del Regio Esercito sotto il comando del colonnello Edoardo Driquet (1824-1916), oriundo ungherese. La terza guerra d'indipendenza del 1866 si conclude con le due sconfitte di Custoza e Lissa. Ed è proprio l'inefficienza dell'Ufficio Informazioni nel prevedere o nel raccogliere evidenze su alcune banali manovre dell'esercito austriaco nei pressi di Custoza a determinare il subitaneo scioglimento del servizio.

### L'Ufficio I: nuovi scopi e professionalizzazione (1890 - 1900)
Devono passare 24 anni prima che venga ricostituito l'Ufficio Informazioni con prevalenti funzioni di polizia e di controspionaggio. I nuovi compiti stanno a significare per la prima volta la tipica alternanza che caratterizzerà per quasi centoventi anni il nostro intelligence militare: prevale in questa fase la natura investigativa e di prevenzione dell'attività dei servizi stranieri in Italia. Nel 1889 l'Italia norma i reati di spionaggio a favore di potenze straniere. Il rinato servizio conta ora un maggior numero di Reali Carabinieri nei suoi ranghi. Con questo si rimarca inoltre lo stretto legame con la Casa Reale e le stesse funzioni di Polizia Militare a ridurre possibili infiltrazioni di varia natura all'interno del Regio Esercito.
Come si potrà osservare la minaccia non è solamente esogena (gli austriaci del temuto Evidenzbureau, così come gli agenti del Deuxième Bureau di Parigi, Paese considerato alla fine del XIX secolo non più amico) ma può divenire endogena: in questi anni si rafforza il movimento operaio, nasce nel 1892 il Partito Socialista Italiano, si preparano le barricate che il generale Fiorenzo Bava-Beccaris reprimerà ferocemente a Milano nel 1898. Non aiuta inoltre il fatto che dal 1861 sia in vigore la coscrizione obbligatoria: si reputa necessaria l'attività di controllo interno. Negli stessi anni nasce anche l'intelligence civile: l'Ufficio Riservato presso il Ministero dell'Interno.
Negli ultimi venti anni del secolo non manca una ricca attività di intelligence nelle prime colonie d'Italia ed in Eritrea. Si tratta in primis del frutto di iniziative private, come nel caso della Compagnia di Raffaele Rubattino di Genova, che poggia su una miriade di agenti: esploratori, mercanti, missionari. Ma agli inizi degli anni Novanta si passa ad una gestione più organica, affidata ad elementi militari.
Gli orientamenti dell'interesse nazionale di questo fine secolo sono chiaramente contro le grandi potenze coloniali. Ciò è dovuto innanzitutto all'amarezza dell'Italia nei confronti della Francia per come non siano state prese in considerazione le proprie rivendicazioni in Tunisia e più in generale in Africa. Ciò ha portato alla scelta diplomatica del 1882 di aderire alla Triplice Alleanza con Germania e Austria-Ungheria.
Negli anni successivi gli ufficiali dell'intelligence italiano si concentrano quindi a perlustrare in lungo e largo la Francia sudorientale, raccogliendo informazioni di interesse militare. Di questi anni è l'attività dietro le linee nemiche francesi del giovane capitano Eugenio De Rossi, destinato ad una lunga carriera nei nostri servizi.

### L'avvio del secolo tra ristrettezze ed innovazioni (1900 - 1915)
Nel settembre 1900 l'Ufficio I venne affidato al colonnello Felice De Chaurand de Saint Eustache. Al volgere del secolo si contava ancora su esigue risorse: la forza organica che affiancava il direttore era di un capitano, con funzioni di segretario, e di un tenente dei carabinieri cui era affidato il controspionaggio e la polizia militare. Il budget a disposizione era di 50.000 Lire annue, con il quale occorreva procurarsi informatori ed organizzare missioni. I modesti uffici erano ospitati a Roma presso lo Stato Maggiore. 
(Tullio Marchetti, Ventotto anni nel Servizio Informazioni Militare, Trento 1960.)
Se Govone e Driquet furono tanto creativi quanto fallimentari nell'applicazione del nuovo mezzo di intelligence militare, De Chaurand diede ordine al servizio e si concentrò prevalentemente nelle funzioni di controspionaggio e polizia militare, non mancando inoltre di approfondire innovativi strumenti. Egli avviò ad esempio l'uso dei cifrari e lo studio della crittografia, che in Italia, nel futuro Servizio Informazioni Militare, divenne una vera e propria arte, forse complice, al di là della facile battuta, la già diffusa passione nazionale per l'enigmistica. Garioni tentò di aumentare l'organico, richiedendo un ufficiale superiore e due capitani, ma tale richiesta fu respinta.
Con i cosiddetti giri di valzer dei ministri degli Esteri Emilio Visconti Venosta (1899) e Giulio Prinetti (1902) mutò la politica internazionale italiana, ed avvenne il progressivo riorientamento dell'Italia, da Paese triplicista a prossimo della Francia, e quindi favorevole all'Intesa.
Nel luglio 1902 il colonnello dei bersaglieri Vincenzo Garioni avvicendò De Chaurand e si prodigò in una serie di innovazioni per il servizio italiano: venne adottato il primo cifrario telegrafico; furono inviate nuove istruzioni per la raccolta di informazioni ai consolati ed alle sedi diplomatiche; venne introdotto un piano per la censura postale ed il controllo della stampa in caso di guerra; furono definite le istruzioni per la corrispondenza degli informatori all'estero e vennero compiuti i primi corsi di formazione per il personale dell'Ufficio I.
Garioni lasciò nel giugno 1905 e gli succedette un altro colonnello dei bersaglieri, Silvio Negri. Anche Negri fu un innovatore, avvalendosi nella propria attività della collaborazione di geografi ed archeologi, sotto la copertura di società ed istituti vari. Nel biennio che precedette la Guerra italo-turca si moltiplicarono ad esempio le missioni geografiche in Tripolitania e Cirenaica.
Particolarmente attivo fu l'intelligence ai danni dell'Impero Ottomano e uno dei migliori ufficiali dell'Ufficio I fu il capitano Pietro Verri, che cadde in Libia nel corso del conflitto. 
Nello stesso periodo prosperò anche l'attività di intelligence dell'Ufficio Monografie dello Stato Maggiore, guidato dal generale Carlo Porro di Santa Maria della Bicocca, e concentrato nell'analisi, attraverso fascicoli riservati, di informazioni su alcuni paesi obiettivo. L'Ufficio Monografie alcune volte collaborò con l'Ufficio I mentre in altre occasioni fu concorrente nell'attività di raccolta delle informazioni.

#### L'attività nell'impero austro-ungarico
Nei dieci anni antecedenti lo scoppio della Prima Guerra Mondiale si moltiplicarono gli sforzi e le missioni di spionaggio nell'impero austro-ungarico. Ancora una volta De Rossi fu protagonista di importanti ricognizioni in Istria e Dalmazia, dove fotografò unità della flotta austro-ungarica, e in Galizia, dove si procurò i piani di mobilitazione ferroviaria dell'esercito.
In altre occasioni, lo stesso Negri compì missioni in Slovenia. Al contempo gli addetti militari italiani a Vienna vennero sollecitati a raccogliere il maggior numero di informazioni sensibili. Ciò non sfuggì al tenente colonnello Max Ronge dell'Evidenzbureau che confezionò informazioni artefatte per lo Stato Maggiore Italiano. A farne le spese il tenente colonnello Cesare Delmastro, addetto militare italiano a Vienna.
L'Ufficio I di Negri e De Rossi non tardò a prendersi una piccola rivincita approfittando di informazioni e contropartite fornite dal colonnello Alfred Redl, il famoso direttore reggente dell'Evidenzbureau che lavorò per l'Ochrana russa negli anni antecedenti il conflitto, e che fu probabilmente compromesso dagli uomini dell'Ufficio I per le sue frequentazioni omosessuali al Lido di Venezia.
Non vi fu solo l'utilizzo di addetti militari ed agenti in trasferta per la raccolta di informazioni, ma anche l'uso di esponenti dell'irredentismo italiano nel Trentino e nella Venezia Giulia. Negli anni 1910-1915 venne infine sviluppata un'attività "domestica", legata ad influenzare in senso interventista l'opinione pubblica italiana di matrice cattolica o socialista, e quindi pacifista. Nell'ottobre 1912 giunge alla guida dell'Ufficio I il colonnello Rosolino Poggi, ancora una volta un bersagliere.

### Il Servizio I  (1915 - 1925)
Con lo scoppio della prima guerra mondiale si moltiplicarono i servizi: l'Ufficio I passato alle dipendenze del Comando Supremo italiano, nel 1916 divenne Servizio I  mentre gli vennero affiancati due altri servizi informativi, dipendenti direttamente dagli Stati Maggiori dell'Esercito e della Marina. In particolare, il Servizio Informazioni della Regia Marina sarà autore del cosiddetto Colpo di Zurigo, un'azione che permise di individuare e neutralizzare nel febbraio 1917 la centrale dello spionaggio austriaco per l'Italia, collocata nel Consolato austroungarico di Zurigo.
Il Servizio I giunse allo scoppio della grande guerra in condizioni di impreparazione sia dal punto di vista organizzativo che dimensionale. Se confrontato all'Evidenzbureau, l'Ufficio I era nel 1915 un'organizzazione artigianale e, a detta di molti, dilettantesca. Valida era stata nei mesi antecedenti le ostilità, l'impiego di qualche brillante ufficiale irredentista, fuoriuscito da Trentino, Venezia Giulia, Istria e Dalmazia. 
Tra questi il colonnello degli alpini trentino Tullio Marchetti che comandò l'Ufficio Informazioni Truppe Operanti (ITO) della 1ª Armata, ma anche i volontari di guerra Cesare Battisti, Damiano Chiesa e Fabio Filzi, i quali fornirono collaborazione all'intelligence italiano. In particolare Battisti operò per conto dell'Ufficio Monografie in Trentino e nel Sud Tirolo dal 1913 al 1914. Con l'inizio della Guerra passò al Servizio I ed agli uffici ITO, per i quali lavorò fino al martirio.
Nell'attività di immediata preparazione al conflitto vanno anche citati i Manuali del Servizio Informazioni Italiano, nei quali erano raccolti tutti i dettagli del modo in cui l'esercito Austro-Ungarico attuò la costruzione di avamposti, trincee e, in generale, sistemi difensivi, sull'Isonzo e in Trentino. 
Sempre nel corso del conflitto, il Comando Supremo si doterà di un Servizio Estero. Terminata la guerra, nel 1920 fu soppresso il Comando supremo e il Servizio I passò allo Stato Maggiore generale. Nel 1925 dal Servizio I verrà costituito il Servizio Informazioni Militare (SIM).